# High Charity
Suma Caridad o Gran Caridad (High Charity en inglés) es una estación espacial ficticia del universo de Halo; que representa la Capital del Imperio galáctico Covenant, conocida también como  Ciudad Santa del Covenant o Santa Ciudad de los Profetas.

## Datos generales
La estación espacial tiene forma de "hongo". En la parte superior del hongo hay mecanismos que simulan el día y la noche en la colonia. Al igual, en el centro de la parte superior hay un agujero por donde sale la nave "Dreadnought" (Nave Forerunner por la que escapa Verdad). Dicha nave suple de energía a toda la ciudad, pues la nave contiene grandes mecanismos y a penas con sólo la mitad activados, basta para prender casi toda Suma Caridad.

### Capital
En el distrito central de Suma Caridad, a los alrededores de la Dreadnought yace la capital de Suma Caridad. Una enorme ciudad construida en alabanza a la unión Sangheili y San 'Shyuum. La nave Dreadnought suple de energía a la mayor parte de la ciudad, aunque, en los eventos ocurridos en Halo 3, Gravemind activa los generadores.
La capital posee muchos lugares sagrados para el Covenant, tales como La Cámara del Concilio, El Santuario de los Jerarcas y el Mausoleo del Inquisidor.

### Construcción
La estación espacial Covenant es de proporciones descomunales. Entre todos los lugares del espacio que controlan, esta estación espacial es el centro de mando y hogar del Alto Concilio de los Profetas.
A diferencia de las naves normales Covenant o sus contrapartes de la UNSC, Suma Caridad posee largos territorios de flora. Además, la ciudad entera flota sobre mecanismos ricos en metano donde habitan los Unggoy.
Hay largas torres en el centro, volcánicas. Son usadas por los San 'Shyuum como oficinas, y dormitorios privados.

Es la única ciudad Covenant que se ve en todo el juego.

### Protección
Como Suma Caridad es el más alto lugar sagrado para todo el Covenant, la ciudad posee la flota más grande del Covenant protegiéndola todo el tiempo como la flota privada de Suma Caridad. Dicha flota la componen La Segunda Flota de Homogeneous Clarity y anteriormente Particular Justice.

### Localizaciones
Las localizaciones de Suma Caridad son las siguientes: 
- Cámara del Consejo
- Torre Lejana
- Géminis
- Jardines Colgantes
  - Jardines Colgantes A
  - Jardines Colgantes B
- Mausoleo del Inquisidor
- Torre Mediana
- Santuario de los Jerarcas
- Paso del Silencio
- Valle de las Lágrimas
  - Valle de las Lágrimas A
  - Valle de las Lágrimas B

## Historia
Suma Caridad fue comenzada a construir durante la guerra entre los Sangheili y San' Shyuum y termina de ser construida cuando la guerra finaliza con la alianza de ambas especies formando el Covenant. La nave Forerunner conocida como Dreadnought fue puesta en el centro de la estación para dar energía a toda ésta. 
Como la ciudad es una estación móvil, esto hace que para las criaturas menores del Covenant les sea casi imposible viajar a Suma Caridad, que además posee salto espacial para protección de su región. Cualquier cosa mayor a un milímetro que volara cerca de Suma Caridad era destruida, incluso naves que fallaran en transmitir su identificación eran destruidas.
Suma Caridad casi sufre una destrucción mucho antes de la Guerra contra los humanos. Cuando la activaron, los Lekgolo accidentalmente hicieron un corto circuito y la nave tuvo que ser apagada de emergencia.

### Halo 1
Al descubrimiento de la Instalación 04, se suponía que Suma Caridad viajaría al Anillo Sagrado para que los Jerarcas lo activaran y así empezar El Gran Viaje.
Para asegurar el lugar, la flota de Particular Justice fue enviada a Alpha Halo (Instalación 04), además persiguiendo al crucero The Pillar of Autumn. Pero la flota no sabía de los Flood.
Para cuando la flota de Particular Justice y Suma Caridad llegaron a Alpha Halo, el Anillo había sido destruido.

### Halo 2
Después de la Batalla en la Tierra, el Profeta del Pesar envía las coordenadas de la Instalación 05 (Delta Halo) a Suma Caridad. Rápidamente la Ciudad y su flota llegan a la Instalación 05 para ver como el Jefe Maestro mata al Profeta del Pesar.
Suma Caridad toma posesión del Anillo hasta la proliferación Flood y la Guerra Civil.
Con el poder de teletransportación en el anillo, Gravemind envía al Jefe Maestro a la Cámara del Consejo. Al poco tiempo, la fragata UNSC In Amber Clad chocó contra Suma Caridad, infestada de Flood, comenzó la propagación del parásito junto con la guerra civil. Verdad, junto con el Jefe Maestro huyen en el Dreadnought dejando a la ciudad sin energía. Al final todos huyeron de Suma Caridad, los Separatistas y el Covenant.
En el espacio alrededor de Suma Caridad, la guerra entre los Sangheili y Jiralhanae continuaba. Hasta que la Flota Sangheili logró vencer a los Jiralhanae.
Después, los Sangheili formaron un perímetro para evitar que el parásito se propagara.

### Halo 3
En la Segunda Batalla en la Tierra, cuando la Ciudadela es abierta por el Covenant se abre un portal, por donde entra un crucero CSS Covenant (Una nave parecida al Verdad y Reconciliación) infestado por Floods, que se estrella en Voi. La nave y casi la mitad de África es cristalizada para evitar una pandemia. Posteriormente, Suma Caridad se estrella contra el Arca. El Jefe Maestro ingresa a la zona de impacto a buscar a Cortana, pero para hacer tiempo y destruir a Gravemind, sobrecargan el reactor de la ciudad, destruyéndola. En el camino de escape, el Jefe y Cortana encuentran al Inquisidor luchando con un lanzallamas contra el Flood, y el trío huye a bordo de un Pelican dañado.

## Datos de interés
- Su diseño fue inspirado por la famosa Estrella de la Muerte, de la franquicia de películas Star Wars.
- En construcción, Suma Caridad es similar a la estación espacial "Unyielding Hierophant", de la que se habla en la novela Halo: Contact Harvest, solo que Unyielding Hierophant es más pequeña y tiene dos "cabezas de hongo" en vez de una.
- Las puertas de Suma Caridad en el nivel Gravemind de Halo 2 son de estilo doble diamante deslizables, mientras que en el nivel de Cortana en Halo 3 tienen forma de trapecio invertido y una perilla automática; lo más lógico sería que el Jefe Maestro se encuentre en otra zona de la ciudad pero que no esté tan lejos del choque del In Amber Clad.
- Curiosamente, las armas de los Elites y Brutes muertos en "Cortana" tienen sus cargadores llenos e intactos. Esto es ilógico, pues sus dueños debieron estar luchando al momento de morir. Lo más probable es que el Flood los haya matado mientras los Elites y Brutes recargaban sus armas, o mientras las enfriaban (En el caso de las armas de energía). También puede considerarse que las esporas de Flood por medio de la asfixia matan a Elites y Brutes antes de poder entrar a la lucha, dejando sus cargadores llenos.

- Datos: Q3114904